# El último concierto
El último concierto es un álbum en vivo doble grabado por la banda de rock latino Soda Stereo, editado a finales de 1997 y que recopila en su mayoría parte de su última gira (sin contar la gira de regreso Me Verás Volver, diez años más tarde), la cual fue llevada a cabo en el segundo semestre de 1997.
Se editaron tanto dos álbumes para CD y un DVD. La versión en CD de este álbum consta de dos discos (vendidos por separado, aunque luego se los empaquetó juntos), los que recopilan las mejores canciones de los conciertos de la gira despedida de Soda Stereo realizada entre agosto y septiembre de ese año por México, Venezuela, Chile y Argentina. Cada uno de esos discos se llamó El último concierto A y El último concierto B. El DVD contiene casi la totalidad del concierto llevado a cabo en Argentina, incluyendo canciones que no fueron agregadas en la versión de CD. El DVD continúa la titulación por letras, siendo éste titulado El último concierto C.
La mayor parte de las canciones fue grabada en el estadio de River Plate el 20 de septiembre de 1997 ante más de 65 mil personas, en un concierto de más de dos horas de duración, y cuyo final estuvo dado por la ya famosa frase "Gracias totales". También hay canciones grabadas en Chile el 13 de septiembre en el Estadio Nacional y algunos de los conciertos de México y Venezuela. «Claroscuro», incluida en el disco "B", no fue tocada durante esta gira, sino que la grabación presente corresponde a uno de los conciertos realizados en Estados Unidos durante la gira anterior de Sueño Stereo.
La mezcla del El último concierto fue realizada en los estudios El Pie, Buenos Aires. El ingeniero fue Eduardo Bergallo y solo Gustavo Cerati participó de la mezcla.

## Antecedentes
La gira de despedida de Soda Stereo fue una serie de 6 conciertos que marcó la separación de la banda de rock argentina Soda Stereo. Comenzó el 30 de agosto de 1997 en el Palacio de los Deportes de la Ciudad de México y terminó el 20 de septiembre en el Estadio Antonio Vespucio Liberti de Buenos Aires, Argentina, luego de 6 conciertos en Norteamérica y Sudamérica. En la misma, la banda tocó sus grandes éxitos, para que luego sus integrantes se dedicaran a sus carreras por separado. Soda Stereo no volvió a tocar en vivo hasta 2007, cuando realizaron su gira de reunión Me Verás Volver.

## Producción
Después de la gira, se editaron dos álbumes para CD, llamados El último concierto A y El último concierto B. Los discos fueron publicitados como poseer el audio del último concierto de la gira, por ende el último concierto de la banda, del 20 de septiembre en 1997, en el estadio River Plate. En 2005, se lanzó al mercado el concierto en formato DVD, con el vídeo de la banda en el estadio River Plate. El DVD fue nombrado como El último concierto C, siguiendo la nomenclatura de los CD. El DVD contenía dos canciones («Juego de Seducción» y «Sobredosis de TV») que no estuvieron incluidas en los CD, aunque omitió una que se encontraba en los CD («Claroscuro»). Una versión limitada del DVD fue lanzada al mercado, que contenía un CD extra, que contenía una recopilación del concierto, omitiendo muchas canciones de los CD originales, pero manteniendo las dos canciones exclusivas del DVD.

### Origen del audio
Con el pasar de los años, se descubrió que, a pesar de que los CD y DVD fueron publicitados como poseer las canciones presentadas en el último concierto de la gira, algunas versiones de las canciones incluidas en los CD y DVD no son de dicho concierto. Varias versiones de las canciones fueron obtenidas de los conciertos en Chile, México y Venezuela de la misma gira musical.
El audio de las canciones no perteneciente al "último concierto" en Buenos Aires fue probablemente escogido porque su versión de la canción fue superior en el otro país. Por ello, cuando los CD fueron lanzados al mercado, incluían versiones de canciones tocadas a lo largo de la gira musical, aunque esto jamás fue publicitado (los discos siempre fueron publicitados como "el último concierto", no "la última gira", aunque dentro de las notas de los discos se especifica que los discos fueron grabados durante "la última gira"). Sin embargo, años más adelante, cuando el DVD del "último concierto" fue editado, se utilizó el mismo audio de los CD, en vez de incluir el audio real del "último concierto". El detalle es que el DVD posee los vídeos del grupo musical tocando en el "último concierto" de Buenos Aires, pero el audio es de varias partes de la gira musical. Por ende, las canciones que tenían el audio que no pertenecen al "último concierto", les fueron empatados sus vídeos de Buenos Aires con el audio de los otros conciertos, para que dé la impresión de que el grupo tocó de esa manera en Buenos Aires (a excepción de la canción «Té para tres», dado que el DVD sí utiliza en audio del "último concierto", en vez del audio del CD que pertenece a Chile).
Al analizar detalladamente el DVD, se puede hacer notoria esta edición. Por ejemplo, en ciertos solos de guitarra, o acompañamientos de batería, se puede observar que la forma en que se tocan los instrumentos no cuadra perfectamente con el audio escuchado. Otro motivo por el cual posiblemente no se usó el audio original del "último concierto" y se utilizó el escogido, fue porque en varias partes de concierto en Buenos Aires, Gustavo Cerati cometió errores al cantar (como ocurrió en «Paseando por Roma» o «(En) El séptimo día»). Por ende, en aquellas partes, el vídeo del DVD no muestra a Cerati, dado que la imagen mostraría que está cometiendo errores al cantar, pero el audio no contiene los mismos, dado que en el audio de los otros conciertos cantó la canción sin cometer dichos errores. Por esa razón, no se lo enfoca para que no se note la edición.
Eventualmente, se filtró a YouTube, una grabación de la transmisión en vivo y en directo del último concierto, realizada por la radio FM Rock & Pop, desde el estadio River Plate. En esa filtración, puede escucharse el audio original del "último concierto" y se evidencia que hay varias canciones del concierto que no coinciden con las presentadas en los CD y DVD.
Dada a dicha filtración, se pudo recopilar información donde se pueden estimar los orígenes del audio que se incluyen en los discos:
| Canción                             | Audio de CD "A" | Audio de CD "B" | Audio de DVD "C" | Audio de CD "Edición limitada" |
| ----------------------------------- | --------------- | --------------- | ---------------- | ------------------------------ |
| En la ciudad de la furia            | Argentina       | N/A             | Argentina        | Argentina                      |
| El rito                             | Argentina       | N/A             | Argentina        | N/A                            |
| Hombre al agua                      | Chile           | N/A             | Chile            | Chile                          |
| (En) El séptimo día                 | Chile           | N/A             | Chile            | N/A                            |
| Canción animal                      | México          | N/A             | México           | México                         |
| Juego de seducción                  | N/A             | N/A             | Argentina        | Argentina                      |
| Trátame suavemente                  | Chile           | N/A             | Chile            | Chile                          |
| Paseando por Roma                   | Chile           | N/A             | Chile            | N/A                            |
| Lo que sangra (La cúpula)           | México          | N/A             | México           | N/A                            |
| Zoom                                | Argentina       | N/A             | Argentina        | Argentina                      |
| Signos                              | México          | N/A             | México           | México                         |
| Ella usó mi cabeza como un revólver | Argentina       | N/A             | Argentina        | Argentina                      |
| Disco eterno                        | N/A             | Argentina       | Argentina        | N/A                            |
| Planeador                           | N/A             | México          | México           | N/A                            |
| Luna roja                           | N/A             | Argentina       | Argentina        | N/A                            |
| Té para 3                           | N/A             | Chile           | Argentina        | N/A                            |
| Cuando pase el temblor              | N/A             | Argentina       | Argentina        | Argentina                      |
| Claroscuro                          | N/A             | Estados Unidos  | N/A              | N/A                            |
| Sobredosis de TV                    | N/A             | N/A             | Argentina        | Argentina                      |
| Persiana americana                  | N/A             | México          | México           | México                         |
| Un millón de años luz               | N/A             | Chile           | Chile            | Chile                          |
| Primavera 0                         | N/A             | Argentina       | Argentina        | Argentina                      |
| Cae el sol                          | N/A             | Argentina       | Argentina        | N/A                            |
| De música ligera                    | N/A             | Argentina       | Argentina        | Argentina                      |

- Nota: N/A denota que ese audio no apareció en ese medio.
- «Corazón delator», «Sueles dejarme solo», «No necesito verte (Para saberlo)» y «En remolinos» nunca aparecieron en ningún medio oficialmente.

## CD
Todas las canciones escritas y compuestas por Gustavo Cerati, excepto donde se indique:

### El Último Concierto A
| N.º | Título                                | Escritor(es)           | Origen del audio                    | Duración |  |
| 1.  | «En la ciudad de la furia»            | Cerati                 | Estadio River Plate, 20/09/1997     | 6:38     |  |
| 2.  | «El Rito»                             | Cerati                 | Estadio River Plate, 20/09/1997     | 7:05     |  |
| 3.  | «Hombre al Agua»                      | Cerati, Melero         | Estadio Nacional, 13/09/1997        | 6:29     |  |
| 4.  | «(En) el Séptimo Día»                 | Cerati                 | Estadio Nacional, 13/09/1997        | 6:46     |  |
| 5.  | «Canción Animal»                      | Cerati, Melero         | Palacio de los Deportes, 30/08/1997 | 4:19     |  |
| 6.  | «Trátame Suavemente»                  | Melero                 | Estadio Nacional, 13/09/1997        | 4:04     |  |
| 7.  | «Paseando por Roma»                   | Cerati, Bosio, Alberti | Estadio River Plata, 20/09/1997     | 3:42     |  |
| 8.  | «Lo que Sangra (la Cúpula)»           | Cerati                 | Poliedro de Caracas, 06/09/1997     | 5:17     |  |
| 9.  | «Zoom»                                | Cerati                 | Estadio River Plate, 20/09/1997     | 3:33     |  |
| 10. | «Signos»                              | Cerati                 | Palacio de los Deportes, 30/08/1997 | 4:31     |  |
| 11. | «Ella Usó Mi Cabeza Como un Revólver» | Cerati, Bosio, Alberti | Estadio River Plate, 20/09/1997     | 4:39     |  |

### El Último Concierto B
| N.º | Título                   | Escritor(es)           | Origen del audio                    | Duración |  |
| 1.  | «Disco eterno»           | Cerati, Bosio, Alberti | Estadio River Plate, 20/09/1997     | 7:35     |  |
| 2.  | «Planeador»              | Cerati, Bosio, Alberti | Palacio de los Deportes, 30/08/1997 | 4:25     |  |
| 3.  | «Luna roja»              | Cerati, Bosio          | Estadio River Plate, 20/09/1997     | 5:36     |  |
| 4.  | «Té para tres»           | Cerati                 | Estadio Nacional, 13/09/1997        | 2:32     |  |
| 5.  | «Cuando Pase el Temblor» | Cerati                 | Estadio River Plate, 20/09/1997     | 4:54     |  |
| 6.  | «Claroscuro»             | Cerati, Bosio, Alberti | Marzo 1996                          | 5:35     |  |
| 7.  | «Persiana americana»     | Cerati                 | Palacio de los Deportes, 31/08/1997 | 4:43     |  |
| 8.  | «Un millón de años luz»  | Cerati                 | Estadio Nacional, 13/09/1997        | 5:55     |  |
| 9.  | «Primavera 0»            | Cerati                 | Estadio River Plate, 20/09/1997     | 4:25     |  |
| 10. | «Cae el sol»             | Cerati, Melero         | Estadio River Plate, 20/09/1997     | 4:50     |  |
| 11. | «De música ligera»       | Cerati, Bosio          | Estadio River Plate, 20/09/1997     | 4:53     |  |

## DVD

### El Último Concierto C
En el 2005 se editó la versión C en DVD, el cual estaba compuesto por 23 temas. Incluye  "Juego de Seducción" y "Sobredosis de TV" que fueron omitidos de los CD, y el audio de "Té Para Tres" fue reemplazado por la versión de Buenos Aires. Sin embargo, se omite "Claroscuro" dado que el audio del CD es de la gira anterior y no fue tocada en este concierto. Como bonus track incluye un documental, una entrevista a Alfredo Lois y una versión multicámara del tema "Primavera 0", en el cual se puede elegir entre tres visiones distintas del mismo tema. Sin embargo, los siguientes temas tocados en el concierto quedaron fuera del disco: «En Remolinos», «Corazón Delator», «No Necesito Verte (Para Saberlo)» y «Sueles Dejarme Solo». Los motivos de dicha decisión se desconocen.
A pesar de eso, años después se filtraría a YouTube el tema tocado en vivo «Corazón Delator» en el último concierto en el estadio de River Plate, sin embargo no fue incluido en el DVD.
Los temas agregados en esta edición fueron mezclados en el estudio de Cerati, Unísono.
| N.º    | Título                                | Origen del audio                    | Duración |  |
| 1.     | «En la Ciudad de la Furia»            | Estadio River Plate, 20/09/1997     | 6:24     |  |
| 2.     | «El Rito»                             | Estadio River Plate, 20/09/1997     | 7:14     |  |
| 3.     | «Hombre al Agua»                      | Estadio Nacional, 13/09/1997        | 6:42     |  |
| 4.     | «(En) el Séptimo Día»                 | Estadio Nacional, 13/09/1997        | 5:15     |  |
| 5.     | «Canción Animal»                      | Palacio de los Deportes, 30/08/1997 | 4:24     |  |
| 6.     | «Juego de Seducción»                  | Estadio River Plate, 20/09/1997     | 3:46     |  |
| 7.     | «Paseando Por Roma»                   | Estadio Nacional, 13/09/1997        | 4:33     |  |
| 8.     | «Lo Que Sangra (La Cúpula)»           | Poliedro de Caracas, 06/09/1997     | 5:57     |  |
| 9.     | «Signos»                              | Palacio de los Deportes, 30/08/1997 | 4:38     |  |
| 10.    | «Zoom»                                | Estadio River Plate, 20/09/1997     | 4:30     |  |
| 11.    | «Ella Usó Mi Cabeza Como un Revólver» | Estadio River Plate, 20/09/1997     | 4:31     |  |
| 12.    | «Disco Eterno»                        | Estadio River Plate, 20/09/1997     | 7:48     |  |
| 13.    | «Planeador»                           | Palacio de los Deportes, 30/08/1997 | 4:32     |  |
| 14.    | «Luna Roja»                           | Estadio River Plate, 20/09/1997     | 6:01     |  |
| 15.    | «Té Para Tres»                        | Estadio River Plate, 20/09/1997     | 3:06     |  |
| 16.    | «Sobredosis de TV»                    | Estadio River Plate, 20/09/1997     | 5:42     |  |
| 17.    | «Trátame Suavemente»                  | Estadio Nacional, 13/09/1997        | 4:17     |  |
| 18.    | «Cuando Pase el Temblor»              | Estadio River Plate, 20/09/1997     | 5:40     |  |
| 19.    | «Persiana Americana»                  | Palacio de los Deportes, 31/08/1997 | 4:46     |  |
| 20.    | «Un Millón de Años Luz»               | Estadio Nacional, 13/09/1997        | 7:08     |  |
| 21.    | «Primavera 0»                         | Estadio River Plate, 20/09/1997     | 8:05     |  |
| 22.    | «Cae el Sol»                          | Estadio River Plate, 20/09/1997     | 6:04     |  |
| 23.    | «De Música Ligera»                    | Estadio River Plate, 20/09/1997     | 4:25     |  |
| 124:58 |                                       |                                     |          |  |

El DVD contiene además los siguientes extras:
- Documental de la gira.
- Primavera 0 Multicámara.
- Entrevista a Alfredo Lois.

### El Último Concierto (Edición Limitada CD + DVD)
Existe también una edición limitada de El Último Concierto, que tiene incluido un CD y un DVD. El DVD es el mismo que en su versión individual, inclusive teniendo impreso "C" en su cara. El CD que está incluido es una versión resumida del concierto, omitiendo algunas canciones. Sin embargo, esta es la única versión que contiene en CD «Juego de Seducción» y «Sobredosis de TV», que fueron omitidas en los lados A y B. Las canciones en esta edición del CD son las siguientes:
| N.º | Título                                | Origen del audio                    | Duración |  |
| 1.  | «En la Ciudad de la Furia»            | Estadio River Plate, 20/09/1997     | 6:24     |  |
| 2.  | «Hombre al agua»                      | Estadio Nacional, 13/09/1997        | 7:14     |  |
| 3.  | «Canción animal»                      | Palacio de los Deportes, 30/08/1997 | 6:42     |  |
| 4.  | «Juego de Seducción»                  | Estadio River Plate, 20/09/1997     | 5:15     |  |
| 5.  | «Signos»                              | Palacio de los Deportes, 30/08/1997 | 4:24     |  |
| 6.  | «Zoom»                                | Estadio River Plate, 20/09/1997     | 3:46     |  |
| 7.  | «Ella usó mi cabeza como un revólver» | Estadio River Plate, 20/09/1997     | 4:33     |  |
| 8.  | «Sobredosis de TV»                    | Estadio River Plate, 20/09/1997     | 5:57     |  |
| 9.  | «Trátame suavemente»                  | Estadio Nacional, 13/09/1997        | 4:38     |  |
| 10. | «Cuando pase el temblor»              | Estadio River Plate, 20/09/1997     | 4:30     |  |
| 11. | «Persiana Americana»                  | Palacio de los Deportes, 30/08/1997 | 4:31     |  |
| 12. | «Un millón de años luz»               | Estadio Nacional, 13/09/1997        | 7:48     |  |
| 13. | «Primavera 0»                         | Estadio River Plate, 20/09/1997     | 4:32     |  |
| 14. | «De Música Ligera»                    | Estadio River Plate, 20/09/1997     | 6:01     |  |

## Certificaciones
CD
| País           | Organismo certificador | Certificación | Ventas certificadas | Ref.   |
| -------------- | ---------------------- | ------------- | ------------------- | ------ |
| Argentina      | CAPIF                  | 4x Platino    | 240 000             | [ 27 ] |
| Argentina      | CAPIF                  | 4x Platino    | 240 000             | [ 27 ] |
| Estados Unidos | RIAA                   | Oro           | 30 000              | [ 28 ] |
| Estados Unidos | RIAA                   | Oro           | 30 000              | [ 28 ] |
| México         | AMPROFON               | Oro           | 100 000             | [ 29 ] |

DVD
| País      | Organismo certificador | Certificación | Ventas certificadas | Ref.   |
| --------- | ---------------------- | ------------- | ------------------- | ------ |
| Argentina | CAPIF                  | Platino       | 8000                | [ 27 ] |

## Músicos
Soda Stereo
- Gustavo Cerati: Voz y guitarra.
- Zeta Bosio: Bajo y coros.
- Charly Alberti: Batería y percusión.

Músicos invitados
- Tweety González: Teclados y programación.
- Alejandro Terán: Saxo tenor, viola, guitarra y percusión.
- Axel Krygier: Flauta traversa, saxo barítono, teclados y percusión.
- Andrea Álvarez: Percusión en la canción «Lo que sangra (La cúpula)».
- Richard Coleman: Segunda guitarra en «Sobredosis de TV».
- Fabian Von Quintiero: Teclados en «Persiana americana».
- Daniel Sais: Teclados en «Corazón delator».